# Isoroku Yamamoto
Isoroku Yamamoto Yamamoto Isoroku (山本 五十六) (Nagaoka, prefectura de Niigata, 4 d'abril de 1884 – Illes Salomó, 18 d'abril de 1943) fou un dels comandants més importants del Japó durant la Segona Guerra Mundial.
El seu pare, Sadayoshi Takano, fou un samurai menor de-Han. El pare d'Isoroku tenia 56 anys quan ell va néixer.
Va entrar a l'Acadèmia Naval d'Etajima (Hiroshima) l'any 1901, on es graduà l'any 1904. L'any 1905, durant la guerra russojaponesa, va participar en la guerra amb el grau militar d'alferes en el creuer Nisshin, en la batalla de Tsushima contra la Flota Bàltica Russa. En aquella batalla va perdre dos dits de la mà esquerra.

## El seu paper en la guerra contra els Estats Units
De bon començament s'oposà a tot conflicte contra els Estats Units, estat que coneixia profundament gràcies a haver estat alumne de la Universitat Harvard. Coneixia la mentalitat i el potencial estatunidenc, i veia que el Japó no podria guanyar una guerra contra un rival tan poderós i industrialitzat. Malgrat això, un cop que va veure que la guerra no podria ser evitada, es va transformar en el pitjor enemic dels Estats Units, tal com es pot comprovar en la majoria dels cartells de guerra dels Estats Units.
Va fomentar l'ús de portaavions i va posar èmfasi en l'ús de torpedes després de l'atac al port italià de Tàrent pels britànics.
Sota el seu comandament, els torpedes no anaven dirigits a mercants, a l'estil alemany, sinó que anaven dirigits a blancs bèl·lics. Els submarins estaven posicionats prop de les bases estatunidenques, i no deixaven passar l'oportunitat de destruir qualsevol enemic. Tot i que van aconseguir enfonsar molts vaixells enemics, les seves pèrdues foren milionàries.
Tot i ser un gran enemic dels Estats Units, va intentar aconseguir que la guerra fos curta i ràpida. Fou el que va idear l'atac a Pearl Harbor i va encarregar-ne la preparació al capità Minoru Genda. Amb la gran victòria a Pearl Harbor va aconseguir ser nomenat heroi a l'altura de l'almirall Heihachiro Togo.
La seva carrera va acabar quan, durant la desastre de Midway, el seu almirall Chuichi Nagumo va perdre quatre portaavions (l'Akagi, el Kaga, el Hiryū i el Sōryū). A més a més va perdre també les seves tripulacions, que havien estat entrenades durant molt de temps.
Els serveis secrets dels Estats Units van interceptar i van descodificar un missatge que indicava que Yamamoto visitaria algunes bases, on s'indicava dia i hora de la visita. Com que se sabia que Yamamoto sempre feia molt de cas als horaris van començar a enginyar un pla per matar el seu opositor. Van dur a terme l'anomenada operació contra Yamamoto.
El pla fou aprovat pel president dels Estats Units, Franklin D. Roosevelt. Es va portar a terme un atac a llarga distància, amb 16 caces Lockheed P-38 Lightning, dels quals únicament quatre serien els que el matarien.
Les tres bases que anava a visitar eren a les Illes Salomó el dia 18 d'abril de 1943. A dos quarts i cinc del matí, l'avió de l'almirall, un transport Mitsubishi G4M Betty, escoltat per 6 caces Mitsubishi A6M Zero i juntament amb un altre transport Betty amb la resta de dirigents de l'Estat Major de Yamamoto, van ser abatuts pels setze caces nord-americans a l'illa de Bougainville.
El cos de Yamamoto fou transportat a Buin, després de l'autòpsia, fou incinerat vestit amb el seu uniforme. Les cendres foren transportades per via aèria a Rabaul, d'on el cuirassat Musashi les transportà al Japó. Al Japó se li va fer un funeral d'estat al temple Yasukuni, a la ciutat de Tòquio. Part de les seves cendres van ser enterrades al cementiri Tama de Tòquio, i la resta es van portar al temple Chokoji de Nagaoka, a la prefectura de Niigata, per ser enterrades amb els seus ancestres. Cap dels seus successors pogué emular la seva qualitat com a comandant i Japó va caure en l'abisme.